# سرجیو داپلیچر
سرجیو داپلیچر (انگلیسی: Sergio Doplicher؛ زادهٔ ۳۰ دسامبر ۱۹۴۰) فیزیک‌دان اهل ایتالیا است.
یک فیزیکدان ریاضی ایتالیایی است.

## زندگی
از سال ۱۹۷۶ تا ۲۰۱۱ دوپلیچر استاد مکانیک کوانتومی در گروه ریاضیات دانشگاه ساپینزا رم بود و در سال ۲۰۱۱ به عنوان استاد بازنشسته شد. وی به دلیل تحقیقات خود بر اساس بدیهیات هاگ-کاستلر شناخته شده و با رودولف هاگ همکاری کرده‌است. دوپلیچر همچنین تعدادی از مقالات را با جان الیاس رابرتز (۲۰۰۵–۲۰۱۵) که مدت طولانی در رم کار می‌کرد، هماهنگ کرد. با رابرتز و هاگ او قوانین نظریه انتخاب در نظریه میدان کوانتومی جبری را مورد بررسی قرار داد. داپلیچر و رابرتز یک قضیه بازسازی برای زمینه‌های کوانتومی و گروه‌های سنجشی از جبر مشاهدات را اثبات کردند. 
داپلیچر در سال ۱۹۹۰ یک سخنران دعوت شده در کنگره بین‌المللی ریاضیدانان در کیوتو بود. 
در سال ۲۰۱۲ او به عنوان عضو انجمن ریاضی آمریکا انتخاب شد.